# Je danse
Singles de Jenifer
Si c'est une île
(2008) L'Envers du paradis
(2011)
Je danse est une chanson de Jenifer extraite de son quatrième album studio, Appelle-moi Jen (2010). Le morceau est sorti en tant que premier single de l'album le 20 septembre 2010. Le single est sorti seulement sur les plateformes de téléchargement légales au mois de septembre, alors que l'artiste n'avait pas fini son album. La chanson a été écrite par Siméo, Chat et Florent Lyonnet. Il s'est vendu à 60 000 exemplaires en France. En Belgique, Je danse est le 53e single le plus vendu de l'année 2011.

## Performance dans les hits-parades
Je danse est resté 19 semaines dans le top 50 des titres les plus téléchargés en France.
En Belgique, il est resté 23 semaines dans le top 50 des meilleures ventes, dont 11 dans le top 10 et 4 dans le top 5. Ce single est le 53e le plus vendu de l'année 2011 dans le pays.

## Clip vidéo
Le clip a été réalisé et filmé par Arthur King. Il fut dévoilé le 28 octobre 2010, soit un mois avant la sortie de l'album.

## Remixes
Un EP spécial nommé Remixe moi Jen est en vente sur les plateformes de téléchargement légal depuis décembre 2010. Il contient la version longue de la chanson Je danse, avec également trois remixes produits par Mc Luvin, Drixxxé et Fortune. Un nouveau remix sera disponible sur la version collector d' Appelle-moi Jen, en vente dès le 30 janvier 2012.

## Classement hebdomadaire
| Classement (2010-2011)                  | Meilleure position |
| --------------------------------------- | ------------------ |
| Belgique (Wallonie Ultratop 50 Singles) | 3                  |
| France (SNEP)                           | 29                 |

## Certifications
| Pays   | Ventes | Certification |
| ------ | ------ | ------------- |
| France | 60 000 | -             |